# 达尔拉沃恩
达尔拉沃恩（Darlawn），是印度米佐拉姆邦Aizawl县的一个城镇。总人口3859（2001年）。

## 人口
该地2001年总人口3859人，其中男性1954人，女性1905人；0—6岁人口489人，其中男268人，女221人；识字率82.64%，其中男性为83.32%，女性为81.94%。